# منظمة الحزب الشيوعي السوفييتي
اعتمدت منظمة الحزب الشيوعي السوفييتي على مبادئ المركزية الديمقراطية.
كان الجهاز الحاكم للحزب الشيوعي السوفييتي هو مؤتمر الحزب، الذي كان يجتمع سنويًا في البداية، لكن اجتماعاته أصبحت أقل تواترا، خاصة في عهد جوزيف ستالين (الذي هيمن من أواخر عشرينيات القرن العشرين إلى عام 1953). وتنتخب مؤتمرات الحزب لجنة مركزية، والتي تقوم بدورها بانتخاب المكتب السياسي والأمانة العامة. في عهد ستالين، أصبح المنصب الأكثر قوة في الحزب هو الأمين العام، الذي يُنتخب من طرف المكتب السياسي والأمانة العامة. في عام 1952 أصبح المكتب السياسي هيئة الرئاسة.
من الناحية النظرية، كانت السلطة العليا في الحزب في يد مؤتمر الحزب. ومع ذلك، في الممارسة العملية انعكس هيكل السلطة، وخاصة بعد وفاة لينين في يناير 1924، أصبحت السلطة العليا في يد الأمين العام. 

## المستويات العليا
في أواخر الاتحاد السوفييتي، ضم الحزب الشيوعي السوفييتي الأحزاب الشيوعية من الجمهوريات الخمس عشرة المكونة له (تأسس الفرع الشيوعي لجمهورية روسيا السوفييتية الاتحادية الاشتراكية في عام 1990). قبل عام 1990، كانت منظمة الحزب الشيوعي في المقاطعات الروسية والجمهوريات المستقلة وبعض الوحدات الإدارية الكبرى الأخرى تابعة مباشرة للجنة المركزية للحزب الشيوعي السوفييتي. 

## المستويات الدنيا
على المستويات الأدنى، كانت التسلسل الهرمي التنظيمي يُدار بواسطة لجان الحزب، أو البارتكوم (партком). كان يرأس البارتكوم "سكرتير مكتب بارتكوم" المنتخب (секretарь парткома). في المستويات الأعلى تم اختصار اللجان وفقًا لذلك: أوبكومز (обком) على مستويات المقاطعات (المعروفة سابقًا باسم جوبكومز (губком))، رايكومز (райком) على مستويات الرايونات (المعروفة سابقًا باسم أوكومس (уком))، جوركوم (голком) على مستويات المدن، إلخ.
تم استخدام نفس المصطلحات ("رايكوم"، وما إلى ذلك) في الهيكل التنظيمي لمنظمة كمسمول.
كان المستوى الأدنى للحزب هو منظمة الحزب الأولية (первичная партийная организация) أو خلية الحزب (партийная ячейка). تم إنشاؤها داخل أي كيان تنظيمي من أي نوع حيث كان هناك ثلاثة شيوعيين على الأقل. كانت إدارة الخلية تسمى مكتب الحزب (partийное бюро, патбюро). كان يرأس المكتب الحزبي سكرتير المكتب المنتخب (secrettarь partбюро).
في خلايا الحزب الأصغر، كان السكرتيرون موظفين منتظمين في المصنع/المستشفى/المدرسة/إلخ. كانت المنظمات الحزبية الكبيرة عادة يرأسها أمين معفي من الضرائب، وكان يحصل على راتبه من أموال الحزب.

## المكاتب الرئيسية
- الأمين العام للحزب الشيوعي في الاتحاد السوفييتي – أصبح مرادفًا لزعيم الحزب في عهد جوزيف ستالين (الأمين العام من عام 1922 إلى عام 1953)
- أمانة اللجنة المركزية للحزب الشيوعي السوفييتي – الهيئة القيادية داخل اللجنة المركزية. يرأسها الأمين العام أو السكرتير الأول.
- المكتب السياسي للجنة المركزية للحزب الشيوعي السوفييتي – المكتب السياسي للجنة المركزية؛ في الممارسة العملية، هو الهيئة الحاكمة لكل من الحزب الشيوعي والاتحاد السوفييتي
- اللجنة المركزية للحزب الشيوعي – الهيئة الحاكمة للحزب بين كل مؤتمر. أدار الأعمال اليومية للحزب والحكومة.
- مؤتمر الحزب الشيوعي السوفييتي – اجتماع مندوبي الحزب كل خمس سنوات. لقد كان بمثابة هيئة الرقابة على الحزب بأكمله.
- المكتب التنظيمي للجنة المركزية للحزب، أو أورغبورو – إدارة الموارد البشرية للحزب.
- لجنة مراقبة الحزب الشيوعي السوفييتي.
- لجنة المراجعة المركزية للحزب الشيوعي.
- مؤتمر الحزب – هيئة الرقابة على الحزب بين مؤتمرات الحزب. يتم تجميعها عادة مرة واحدة في السنة.

## فروع الجمهوريات
- الحزب الشيوعي في جمهورية روسيا الاتحادية الاشتراكية السوفييتية (1990-1991)، في جمهورية روسيا الاتحادية الاشتراكية السوفييتية؛
- الحزب الشيوعي البيلاروسي (1917-1991)، في جمهورية بيلاروسيا الاشتراكية السوفيتية؛
- الحزب الشيوعي الأوكراني (1918-1991)، في جمهورية أوكرانيا الاشتراكية السوفيتية؛
- الحزب الشيوعي الإستوني (1920–1991)، في جمهورية إستونيا الاشتراكية السوفيتية؛
- الحزب الشيوعي اللاتفي (1904–1991) في جمهورية لاتفيا الاشتراكية السوفيتية؛
- الحزب الشيوعي الليتواني (1918-1991) في جمهورية ليتوانيا السوفيتية الاشتراكية؛
- الحزب الشيوعي الكازاخستاني (1936–1991) في جمهورية كازاخستان السوفيتية الاشتراكية؛
- الحزب الشيوعي الأوزبكي (1925-1991) في جمهورية أوزبكستان الاشتراكية السوفيتية؛
- الحزب الشيوعي التركمانستاني (1924-1991) في جمهورية تركمانستان الاشتراكية السوفيتية؛
- الحزب الشيوعي القيرغيزي (1924-1991) في جمهورية قيرغيزستان الاشتراكية السوفيتية؛
- الحزب الشيوعي الطاجيكي (1924-1991) في جمهورية طاجيكستان الاشتراكية السوفيتية؛
- الحزب الشيوعي الجورجي (1921–1991) في جمهورية جورجيا الاشتراكية السوفيتية؛
- الحزب الشيوعي الأرمني (1920–1991) في جمهورية أرمينيا الاشتراكية السوفيتية؛
- الحزب الشيوعي الأذربيجاني (1920–1991) في جمهورية أذربيجان الاشتراكية السوفيتية؛

## روابط خارجية
- الهيئات التنفيذية للحزب الشيوعي في الاتحاد السوفييتي (1917-1991)